# Dennery
Dennery es una villa de Santa Lucía, cabecera del distrito homónimo.

## Historia
Su nombre proviene del conde d'Ennery, gobernador general de las islas francesas de Barlovento de 1766 a 1770. Originalmente la zona era conocida como Anse Canot (bahía de las canoas).
En la época de la revolución francesa la villa fue rebautizada como Le Republican, pero cuando la isla fue ocupada por los ingleses se volvió a utilizar el nombre actual.